# Domiziana Giordano
Domiziana Giordano (Roma, 4 settembre 1959) è un'attrice e artista italiana.

## Biografia
Proveniente da una famiglia di artisti, dopo aver lasciato gli studi di architettura ha iniziato a studiare recitazione e regia frequentando l'Accademia d'arte drammatica, lo Stella Adler Studio of Acting di New York e la New York Film Academy. 
Nel 1982 ha esordito nel mondo cinematografico in Amici miei - Atto IIº di Mario Monicelli, interpretando il personaggio di Noemi Bernocchi, fanatica religiosa amante di uno dei protagonisti, l'architetto Rambaldo Melandri (Gastone Moschin); l'anno successivo è stata diretta da Andrej Tarkovskij nel film Nostalghia, che vincerà il Gran Premio della Giuria al Festival di Cannes.
Nel 1987 ha interpretato il ruolo di una paziente schizofrenica in Strana la vita di Giuseppe Bertolucci con Diego Abatantuono e Monica Guerritore, e tre anni dopo ha lavorato con Alain Delon in Nouvelle Vague di Jean-Luc Godard. 
Nel 1994 la cronaca ha riportato il fatto che l'attrice ospitasse nel suo appartamento parigino l'allora latitante di Tangentopoli Ferdinando Mach di Palmstein.
È stata poi scelta da Neil Jordan  per una parte nel film Intervista col vampiro, in un cast composto anche da Tom Cruise, Brad Pitt e Antonio Banderas.
Ha recitato anche nel film Mario e il mago di e con Klaus Maria Brandauer. Nel 1997 è stata nel cast della commedia Finalmente soli di Umberto Marino. Nel frattempo ha continuato a studiare arte, in particolare la programmazione informatica, e nel 1998 ha aperto un sito internet legato alla videoarte. Nel 2000 ha inaugurato la sua prima mostra sul sito, in collaborazione con l'artista tedesco Reiner Stresser, legata alle possibilità di mutazione della narrazione a contatto con le nuove tecnologie.
Ha lavorato ancora nel film Canone inverso - Making Love di Ricky Tognazzi, e nel 2003 nella pellicola Il quaderno della spesa di Tonino Cervi. Nel 2004 ha inaugurato la sua prima mostra personale a Trieste e partecipato alla Fuori Biennale di Venezia con un'opera concettuale.
Nel 2006 ha preso parte come concorrente alla quarta edizione del reality show di Rai 2 L'isola dei famosi, salvo però ritirarsi dopo poche settimane. 

## Filmografia

### Cinema
- Amici miei - Atto IIº, regia di Mario Monicelli (1982)
- Nostalghia, regia di Andrej Tarkovskij (1983)
- Bakom jalusin, regia di Stig Björkman (1984)
- Zina, regia di Ken McMullen (1985)
- Strana la vita, regia di Giuseppe Bertolucci (1987)
- Normality, regia di Cecilia Miniucchi (1989)
- Nouvelle vague, regia di Jean-Luc Godard (1990)
- Intervista col vampiro, regia di Neil Jordan (1994)
- Mario e il mago, regia di Klaus Maria Brandauer (1994)
- Machinations, regia di Gerard Vergez (1995)
- Finalmente soli, regia di Umberto Marino (1997)
- Canone inverso - Making Love, regia di Ricky Tognazzi (2000)
- Il quaderno della spesa, regia di Tonino Cervi (2003)

### Televisione
- Le avventure del giovane Indiana Jones – serie TV, episodio 2x16 (1993)
- Gioco perverso, regia di Italo Moscati – film TV (1993)
- La famiglia Ricordi, regia di Mauro Bolognini – miniserie TV (1995)

### Teatro
- 1986, Sogno di Oblomov, Teatro Stabile dell'Aquila[3].

## Doppiatrici italiane
Anche se italiana, in alcuni film è stata doppiata da:
- Emanuela Rossi in Amici miei - Atto IIº, Intervista col vampiro
- Lia Tanzi in Nostalghia
- Simona Izzo in Canone inverso - Making Love